# Rosie Perez
Rosa María Perez, detta Rosie (Bushwick, 6 settembre 1964), è un'attrice, produttrice cinematografica, regista e ballerina statunitense di origini portoricane.
È stata nominata all'Oscar nel 1994, come miglior attrice non protagonista, per la sua interpretazione nel film Fearless - Senza paura, diretto da Peter Weir.

## Biografia
Rosie Perez iniziò la carriera di ballerina partecipando al programma televisivo Soul Train. Successivamente, apparve in alcuni videoclip di Diana Ross e Bobby Brown. La sua carriera di attrice iniziò nel 1989, quando Spike Lee la notò in un nightclub e la scelse per interpretare Tina in Fa' la cosa giusta. Perez rifiutò l'offerta, non avendo intenzione di diventare attrice, ma Lee continuò ad insistere, finché Perez accettò la parte. La sua performance durante i titoli di testa del film, dove balla freneticamente al ritmo di Fight the Power dei Public Enemy, la fece conoscere in tutto il mondo.
In seguito Perez lavorò con registi quali Jim Jarmusch, Peter Weir e Abel Ferrara. Perez è molto attiva nel sociale, soprattutto per quanto riguarda i diritti dei portoricani negli Stati Uniti. Nel 2006 ha diretto il documentario Yo soy Boricua, pa'que tu lo sepas! (io sono portoricana, perché tu lo sappia), sul Puerto Rican Day che si tiene ogni anno a New York.
Nel 2020 ha ottenuta il ruolo della poliziotta di Gotham City, Renee Montoya, nel film del DC Extended Universe Birds of Prey e la fantasmagorica rinascita di Harley Quinn, diretta da Cathy Yan.

## Filmografia

### Attrice

#### Cinema
- Fa' la cosa giusta (Do the Right Thing), regia di Spike Lee (1989)
- Taxisti di notte (Night on Earth), regia di Jim Jarmusch (1991)
- Chi non salta bianco è (White Men Can't Jump), regia di Ron Shelton (1992)
- Qualcuno da amare (Untamed Heart), regia di Tony Bill (1993)
- Fearless - Senza paura (Fearless), regia di Peter Weir (1993)
- Può succedere anche a te (It Could Happen to You), regia di Andrew Bergman (1994)
- Somebody to Love - Qualcuno da amare (Somebody to Love), regia di Alexandre Rockwell (1994)
- In a New Light: Sex Unplugged (1995)
- A Brother's Kiss, regia di Seth Zvi Rosenfeld (1997)
- Perdita Durango, regia di Álex de la Iglesia (1997)
- Louis & Frank, regia di Alexandre Rockwell (1998)
- 24 ore donna (The 24 Hour Woman), regia di Nancy Savoca (1999)
- King of the Jungle, regia di Seth Zvi Rosenfeld (2000)
- Human Nature, regia di Michel Gondry (2001)
- I ragazzi della mia vita (Riding in Cars with Boys), regia di Penny Marshall (2001)
- V-Day: Until the Violence Stops, regia di Abby Epstein - documentario (2003)
- Exactly, regia di Lisa Leone - cortometraggio (2004)
- Jesus Children of America, episodio di All the Invisible Children, regia di Spike Lee (2005)
- Just Like the Son, regia di Morgan J. Freeman (2006)
- The Take - Falso indiziato, regia di Brad Furman (2007)
- Strafumati (The Pineapple Express), regia di David Gordon Green (2008)
- Che fine ha fatto Pete Smalls? (Pete Smalls is Dead), regia di Alexandre Rockwell (2010)
- Small Apartments, regia di Jonas Åkerlund (2012)
- Una scuola per Malia (Won't Back Down), regia di Daniel Barnz (2012)
- The Counselor - Il procuratore (The Counselor), regia di Ridley Scott (2013)
- Puerto Ricans in Paris, regia di Ian Edelman (2015)
- I morti non muoiono (The Dead Don't Die), regia di Jim Jarmusch (2019)
- Il suo ultimo desiderio (The Last Thing He Wanted), regia di Dee Rees (2020)
- Birds of Prey e la fantasmagorica rinascita di Harley Quinn (Birds of Prey and the Fantabulous Emancipation of One Harley Quinn), regia di Cathy Yan (2020)
- Clifford - Il grande cane rosso (Clifford the Big Red Dog), regia di Walt Becker (2021)

#### Televisione
- 21 Jump Street - serie TV, 1 episodio (1990)
- Giustizia criminale, regia di Andy Wolk - film TV (1990)
- Linea diretta (WIOU) - serie TV, 4 episodi (1990-1991)
- Subway Stories - Cronache metropolitane (Subway Stories), regia di Abel Ferrara - film TV (1997)
- Windows - miniserie TV (2002)
- Frasier - serie TV, 1 episodio (2004)
- Copshop, regia di Anita W. Addison e Joe Cacaci - film TV (2004)
- Lackawanna Blues, regia di George C. Wolfe - film TV (2005)
- Rise - serie TV, 10 episodi (2018)
- L'assistente di volo - The Flight Attendant (The Flight Attendant) – serie TV, 16 episodi (2020-2022)
- Your Honor – serie TV, 8 episodi (2023)
- -Before - serie TV, 10 episodi

### Doppiatrice
- Frasier - serie TV, 1 episodio (1995)
- Happily Ever After: Fairy Tales for Every Child - serie TV, 4 episodi (1995-2000)
- La strada per El Dorado, regia di Bibo Bergeron e Will Finn (2000)
- From the 104th Floor di Serguei Bassine - cortometraggio (2003)
- Vai Diego - serie TV (2005-2011)
- Lolo's Cafe, regia di Guy Vasilovich - film TV (2006)
- Maya e i tre guerrieri - miniserie (2021)

### Regista
- Yo soy Boricua, pa'que tu lo sepas! - documentario (2006)

## Doppiatrici italiane
Nelle versioni in italiano delle opere in cui ha recitato, Rosie Perez è stata doppiata da:
- Laura Lenghi in Qualcuno da amare, Una scuola per Malia
- Emanuela Rossi in Può succedere anche a te, Perdita Durango
- Tiziana Avarista in Strafumati, Il suo ultimo desiderio
- Roberta Paladini in Fa' la cosa giusta
- Barbara De Bortoli in Taxisti di notte
- Giuppy Izzo in Fearless - Senza paura
- Roberta Greganti in Human Nature
- Daniela Abbruzzese in Che fine ha fatto Pete Smalls?
- Ida Sansone in I ragazzi della mia vita
- Sara D'Amario in The Counselor - Il procuratore
- Francesca Guadagno in Rise
- Marina Guadagno in I morti non muoiono
- Anna Cesareni in Birds of Prey e la fantasmagorica rinascita di Harley Quinn
- Maura Cenciarelli in L'assistente di volo - The Flight Attendant
- Francesca Fiorentini in Clifford - Il grande cane rosso

Da doppiatrice è sostituita da:
- Ilaria Stagni in La strada per El Dorado
- Ilaria Latini in Vai Diego

## Riconoscimenti
Premi Oscar 1994 – Candidatura all'Oscar alla miglior attrice non protagonista per Fearless - Senza paura